# 東芝エルイートレーディング
東芝エルイートレーディング株式会社（とうしばエルイートレーディング、TOSHIBA Lifestyle Electronics Trading Co., Ltd.）は、東芝ライフスタイルグループの電機メーカー、卸売業である。

## 本社所在地
- 〒101-0021　東京都千代田区外神田1丁目1番8号　東芝万世橋ビル

## 主な業務内容
- 東芝ブランド製品のうち小型オーディオ機器[2]
- 東芝が自社生産より撤退、および発足当初から自社生産していない製品の卸[3]業務。

## その他
- 「東芝オーディオ総合カタログ」裏表紙には「民放AM局におけるFM補完中継局最新開局状況」が一覧表形式で表記されている（ただし各都道府県庁所在地周辺地区にある親局のみ）。なお東芝製携帯ラジオ（ラジカセ・CDラジオ「CUTEBEATシリーズ」含む）の現行モデルは全機種ワイドFMに対応しており、ワイドFM非対応の従来型機種は全て生産を終了している（新Aurexシリーズに至ってはワイドFM非対応機種がない）。
- 東芝ストアーのみならずパナソニックショップ・日立チェーンストール・シャープフレンドショップ・三菱電機ストアーでも東芝ブランド小型オーディオ機器が販売されている。
- 2022年4月のサイトリニューアルに伴い、「TOSHIBA」・「Aurex（ → AUREX）」ブランドの各種小型オーディオ製品は親会社「東芝ライフスタイル」HPにも掲載されている。
- 2023年7月より「AUREX」ロゴが刷新され、同年夏以降発売機種より東芝製ポータブルオーディオ機器ブランドは従来の「TOSHIBA」から「AUREX」へ順次切り替えられている。ただし、「AUREX」ブランドのCDラジカセとCDラジオ、その他ラジオに限ってはこれまで通り「TOSHIBA」ブランドと併記される（ただし「AUREXブランドポータブルーオーディオカタログ」表紙ロゴは従来通り「TOSHIBA」と表記）。